# Edith Penrose
Edith Elura Tilton Penrose (15 de novembre de 1914 – 11 d'octubre de 1996) va ser una economista britànica, estatunidenca de naixement. La seva obra més important és The Theory of the Growth of the Firm, que descriu com les empreses creixen i com de ràpid ho fan. En un article a The Independent, l'economista Sir Alec Cairncross va afirmar que el llibre va dur a la doctora Penrose "al seu reconeixement instantani com a pensadora creativa, i que la seva importància en l'anàlisi de la feina de gerència ha estat cada cop més palesa".

## Biografia

### Vida personal
Edith Tilton va néixer el 29 de novembre de 1914 al Sunset Boulevard de Los Angeles. Es va graduar l'any 1936 a la Universitat de Califòrnia a Berkeley. Al 1936, es va casar amb David Burton Denhardt, que va morir dos anys més tard en un accident de caça, deixant-la amb un fill petit. Es va traslladar a Baltimore, on va completar un màster i el doctorat sota la supervisió de Fritz Machlup a la Universitat Johns Hopkins. L'any 1945, es va casar amb Ernest F. Penrose, un economista i escriptor britànic que havia estat un dels seus professors a Berkeley. Després de treballar a l'Ambaixada Estatunidenca de Londres, va obtenir el doctorat l'any 1950. Al 1984, Penrose va rebre un doctorat honorífic de la Facultat de Ciències Socials de la Universitat d'Uppsala, a Suècia. El seu primer llibre, Economics of the International Patent System, va ser publicat el 1951.

### Mccarthisme i sortida dels Estats Units
Dr. Penrose va ser professora conferenciant i investigadora associada a la Universitat Johns Hopkins durant molts anys. Quan el seu company acadèmic Owen Lattimore va ser acusat pel senador Joseph McCarthy de ser un espia soviètic, Penrose i el seu marit van tenir un paper central en la seva defensa. A causa d'aquesta experiència, Penrose es va desil·lusionar amb els Estats Units i la parella van agafar una baixa sabàtica, primer a la Universitat Nacional Australiana a Canberra i després a la Universitat de Bagdad.

### Bagdad i la indústria petrolífera
Quan era a Bagdad, Penrose va veure l'oportunitat d'estudiar l'economia de la indústria petrolífera. Aquesta feina va culminar en un llibre, The Large International Firm in Developing Countries: The International Petroleum Industry (que es pot traduir com La Gran Empresa Internacional en Països en Desenvolupament: La Indústria Petrolífera Internacional), que es va publicar l'any 1968. Després de l'enderrocament de la monarquia haiximita, la parella va ser expulsada de l'Iraq i van conduir a través del desert de Síria, a través de Turquia i fins al Regne Unit.

### Trasllat al Regne Unit
L'any 1959, va començar a treballar com a professora lectora en economia a la London School of Economics i a la SOAS Universitat de Londres. L'any 1964, va ser nomenada directora d'economia amb menció especial en estudis asiàtics al SOAS, un càrrec que tindria fins al 1978. Durant aquest temps, el seu interès en les empreses multinacionals petrolíferes va seguir i va viatjar extensament. També es va implicar en un gran nombre d'entitats acadèmiques i públiques, com ara la Comissió de Monopolis del Regne Unit i va ser elegida membre de la Royal Commonwealth Society l'any 1985.

### INSEAD
Als 64 anys, Penrose es va retirar del SOAS i va acceptar una posició de professor d'economia política a l'INSEAD a Fontainebleau, França. Quan el seu marit va morir l'any 1984 es va retirar de l'INSEAD i va tornar al Regne Unit establint-se a Waterbeach, Cambridgeshire a prop dels seus fills.

## Obra publicada
- The Economics of the International Patent System, Baltimore, Johns Hopkins Press, 1951, ISBN 0-8371-6653-5
- The Theory of the Growth of the Firm, New York, John Wiley and Sons, 1959, ISBN 978-0-19-828977-7
- The Growth of the Firm—A Case Study: The Hercules Powder Company, Business History Review, Volume 34 Spring Issue, S. 1-23, 1960
- The Large International Firm in Developing Countries: The International Petroleum Industry, London, Allen & Unwin, 1968, ISBN 0-8371-8850-4
- New Orientations: Essays in International Relations, with Peter Lyon, Frank Cass & Co, 1970, ISBN 0-7146-2593-0
- Iraq: International Relations and National Development, with Ernest Penrose, Boulder, Westview Press, 1978, ISBN 0-89158-804-3